# سامي شالك
سامي شالك أستاذ مشارك في قسم دراسات النوع الاجتماعي والمرأة بجامعة ويسكونسن ماديسون. عملت سابقًا كأستاذ مساعد في قسم اللغة الإنجليزية في جامعة ألباني، ولاية نيويورك.
في عام 2019، بدأت حملة #twerkwithlizzo، التي تجمع بين المرح والقضايا الأكبر المتعلقة بالعنصرية والتمييز على أساس الجنس ورهاب السمنة كشكل من أشكال نشاط المتعة. انتشر فيديو رقصها مع ليزو على نطاق واسع.
تُعرّف الدكتورة شالك نفسها بأنها امرأة سمينة، سوداء، غريبة الأطوار، معاقة، وناشطة في مجال المتعة.

## الأهمية الثقافية
قام شالك بالرقص مع ليزو على خشبة المسرح في 10 أكتوبر 2019. لقد رقصت على خشبة المسرح مع جانيل موناي في جولة Age of Pleasure في إنديانابوليس بولاية إنديانا، في 10 سبتمبر 2023. تحدثت مع جوناثان فان نيس في برنامجه البودكاست Getting Curious في حلقة بتاريخ 26 أكتوبر 2022، حول سياسات ذوي الإعاقة السوداء.

## تعليم
حصلت شالك على درجة البكالوريوس في اللغة الإنجليزية ودراسات المرأة في عام 2008، مع تخصص فرعي في دراسات الإعاقة، من جامعة ميامي، وحصلت على درجة الماجستير في الفنون الجميلة في الكتابة الإبداعية من جامعة نوتردام في عام 2010. حصلت على درجة الدكتوراه في دراسات النوع الاجتماعي من جامعة إنديانا في عام 2014.

## الجوائز
- في عام 2021، حصلت شالك على جائزة النساء المتميزات من ذوات البشرة الملونة من نظام جامعة ويسكونسن، والتي تهدف إلى تكريم النساء لقيادتهن في تقديم مساهمات كبيرة ودائمة لجامعاتهن أو مجتمعاتهن أو كليهما.[7]
- في عام 2019، حصل شالك على جائزة المدافع عن حقوق المثليين لهذا العام من مركز OutReach LGBT Community Center في ماديسون، ويسكونسن.[8]

## المنشورات
نشر شالك العديد من المقالات الصحفية، فصول الكتب، المقالات، المراجعات، والمقالات الشعبية. في عام 2018، نشرت دراسة بعنوان "إعادة تصور العقول والأجساد: الإعاقة والعرق والجنس في الخيال المضاربي للنساء السود". في عام 2022، نشرت كتاب "سياسات ذوي الإعاقة السوداء". وهو متاح أيضًا عبر الإنترنت من خلال التنزيلات المفتوحة من الناشر. تم نشر كتبها من خلال مطبعة جامعة ديوك.

## روابط خارجية
- إعادة تصور العقول والأجساد: الإعاقة والعرق والجنس في روايات النساء السود الخيالية، 2018
- سياسات ذوي الإعاقة السوداء، 2022
- بودكاست مشروع رؤية الإعاقة، الحلقة 46: دراسات الإعاقة
- مقابلة مع شالك من القرن التاسع عشر
- مقابلة مع شالك على الإذاعة الوطنية العامة حول سياسات ذوي الإعاقة السود